# Пам'ятник Івану Мазепі (Кергонксон)

Па́м'ятник Іва́ну Мазе́пі у Ке́ргонксоні (англ. Monument to Ivan Mazepa in Kerhonkson, NY) — пам'ятник гетьману України Івану Мазепі, встановлений на початку 1990-х років у американському містечку Кергонксон (штат Нью-Йорк). Монумент встановлено коштом Українського народного союзу у Сполучених Штатах Америки.
Встановлення українською діаспорою пам'ятника гетьману Мазепі в Америці на початку 1990-х років стало своєрідною ідеологічною та моральною підтримкою подій, що у цей час відбувалися в Україні. Для багатьох українців діаспори постать гетьмана уособлювала тривалий шлях боротьби за державну самостійність України. Саме тому, з проголошенням незалежності України, виникли сприятливі умови для вшанування пам'яті видатного українського діяча.
Автором проекту пам'ятника став скульптор Сергій Литвиненко.

## Також дивіться
- Пам'ятник Івану Мазепі (Галац)
- Пам'ятник гетьману Мазепі та королю Карлу ХІІ (Дігтярівка)
- Пам'ятник Івану Мазепі (Мазепинці)
- Пам'ятник Івану Мазепі (Перхтольдсдорф)
- Пам'ятник Івану Мазепі (Чернігів)